# Myrmeleon alticolus
Myrmeleon alticolus är en insektsart som beskrevs av Miller och Stange in Miller et al. 1999. Myrmeleon alticolus ingår i släktet Myrmeleon och familjen myrlejonsländor. Inga underarter finns listade i Catalogue of Life.